# Dedê (ur. 1978)
Dedê, właśc. Leonardo de Déus Santos (ur. 18 kwietnia 1978 w Belo Horizonte) – brazylijski piłkarz grający na pozycji obrońcy lub pomocnika. Brat innych piłkarzy – Cacá oraz Leandro.

## Kariera
Urodzony w przemysłowym mieście brazylijskim Belo Horizonte jako drugi z sześciu braci Dedê rozpoczął karierę piłkarską we wczesnych latach dziecięcych w Atlético Mineiro. Pierwszy profesjonalny kontrakt podpisał w 1996 roku w wieku 18 lat. Już dwa lata później został nagrodzony tytułem „Srebrnych butów” dla drugiego najlepszego bocznego obrońcy w lidze brazylijskiej. W brazylijskiej drużynie udało mu się rozegrać 34 spotkania i strzelić 3 bramki. Dobra forma na ojczystych boiskach spowodowała, że zainteresowała się nim Borussia Dortmund. Dedê od początku stał się podstawowym zawodnikiem drużyny z Westfalii, zdobywając z nią mistrzostwo ligi w roku 2002. W tym samym roku awansował z Borussią do finału Pucharu UEFA, gdzie jednak dortmundczycy musieli uznać wyższość prowadzonego przez Berta van Marwijka Feyenoordu i ulegli Holendrom 2:3. Do czasu odejścia z niemieckiego klubu był najdłużej związanym z tym zespołem zawodnikiem oraz ma na koncie 1 występ w reprezentacji Brazylii, zanotował go w meczu z Węgrami (4-1) w kwietniu 2004 roku. Przed startem sezonu 2011/2012 podpisał dwuletni kontrakt z zespołem Eskişehirsporu.